# Huntington Bay
Huntington Bay es una villa ubicada en el condado de Suffolk en el estado estadounidense de Nueva York. En el año 2000 tenía una población de 1,496 habitantes y una densidad poblacional de 562 personas por km².

## Geografía
Huntington Bay se encuentra ubicada en las coordenadas 40°54′06″N 73°24′47″O / 40.901698, -73.413011. Según la Oficina del Censo, la ciudad tiene un área total de 6,5 km² (2,5 mi²), de la cual 2,7 km² (1 mi²) es tierra y 3,8 km² (1,5 mi²) (58.80%) es agua.

## Demografía
Según la Oficina del Censo en 2000 los ingresos medios por hogar en la localidad eran de $151,816, y los ingresos medios por familia eran $163,820. Los hombres tenían unos ingresos medios de $100,000 frente a los $55,893 para las mujeres. La renta per cápita para la localidad era de $71,798. Alrededor del 2.0% de la población estaban por debajo del umbral de pobreza.